# سانشو السادس
سانشو السادس (بالباسكية: Antso VI)، (21 أبريل 1132 – 27 يونيو 1194)، ادعي بالحكيم، هو ملك نافارا منذ عام 1150 إلى 1194 وهو ابن غارسيا راميريث الرابع وزوجته مارغريت دي إيغل، كان سانشو أول من استخدم لقب ملك نافارا بحيث حذف عبارة «بامبلونا» أي بنبلونة.

## الذرية
في عام 1157 تزوج سانشو من سانشا من قشتالة أبنة الإمبراطور ألفونسو السابع وزوجته الأولى برينغيلا من برشلونة، وأنجبوا سبعة أبناء:
1. سانشو السابع - خلف والده كملك نافارا.
2. فرناندو.
3. راميرو - أسقف بنبلونة.
4. برينغيلا (توفيت 1230 - 1232) - هي قرينة ملكة إنجلترا بزواجها من ريتشارد الأول ملك إنجلترا.
5. كونستانس.
6. بلانكا متزوجة منثيوبالد الثالث، كونت شمبانيا، هي والدة ثيوبالد الأول ملك نافارا.
7. تيريزا.

أيضا له أربعة من أبناء غير شرعيين:
1. سانشو (توفي عام 1207).
2. غويلهلمو (توفي عام 1220).
3. زيلدا (توفيت في 1232).
4. راميرو.